# Pilar de Bavière
Pilar de Bavière (en allemand : Pilar von Bayern), née le 13 mars 1891 à Munich et morte le 29 janvier 1987 dans la même ville, est une princesse et peintre allemande. Elle est également l'auteur de plusieurs œuvres littéraires.

## Famille
Pilar de Bavière est le troisième enfant et l'unique fille du prince Louis-Ferdinand de Bavière et de l'infante María de la Paz de Borbón. Du côté paternel, elle est ainsi la petite-fille du prince Adalbert de Bavière et de l'infante Amélie d'Espagne et, du côté maternel, de la reine Isabelle II d'Espagne et du roi consort François d'Assise de Bourbon.
Elle porte le nom de sa tante maternelle, l'infante María del Pilar d'Espagne, morte en 1879 à l'âge de 18 ans.

## Biographie
Pilar de Bavière étudie l'histoire de l'art, la peinture et le graphisme. Formée auprès de Hans von Bartels, Willi Geiger, Moritz Heymann et Viktoria Zimmermann, elle est influencée par Claude Monet, Camille Pissarro et l'impressionnisme français. Elle fait partie de l'Association des artistes ainsi que de l'Union des anciens peintres de Munich. Ses peintures sont exposées à la Galerie nationale bavaroise de Munich, à la Lenbachhaus, à la galerie municipale et dans de nombreuses collections privées. Elle est également membre de la Croix-Rouge allemande pendant 40 ans et est l'auteur d'un livre sur la vie de son cousin, le roi Alphonse XIII d'Espagne. Selon le témoignage de la princesse elle-même, ce dernier aurait été le grand amour de sa vie et ce serait pour cette raison qu'elle ne s'est jamais mariée.
Grande sportive et voyageuse infatigable (en Italie, en Espagne et en Afrique du Nord), Pilar de Bavière meurt au château de Nymphenburg en 1987, à l'endroit même où elle est née près de 96 ans plus tôt.

## Œuvres
Pilar de Bavière est l'auteur d'une biographie de son cousin Alphonse XIII et de deux livres de voyage :
- (de) Meine zweite Autoreise nach Spanien [« Mon deuxième voyage en voiture en Espagne »], Munich, Lindauer, 1914 ;
- (de) Zehn Tage im Auto durch den Norden von Spanien [« Dix jours en voiture à travers le nord de l'Espagne »], Berlin, Klassing, 1914 ;
- (en) Don Alfonso XIII : a study of monarchy [« Don Alfonso XIII : une étude de la monarchie »], Londres, John Murray, 1931[4].

## Titulature et honneurs

### Titulature
- Son Altesse Royale la princesse Pilar de Bavière (ou Son Altesse Royale Pilar, princesse royale de Bavière[5]).

### Honneurs
- Dame d'honneur de l'ordre de Thérèse ( Royaume de Bavière)[6] ;
- Dame de l'ordre de Sainte-Élisabeth ( Royaume de Bavière)[6] ;
- Dame de l'ordre de la Reine Marie-Louise ( Royaume d'Espagne, 2 avril 1891)[7].